# Юсуф Отубанйо
Юсуф Отубанйо (англ. Yusuf Otubanjo; нар. 12 вересня 1992, Іджебу-Оде, Нігерія) — нігерійський футболіст, нападник вірменського клубу «Пюнік».

## Клубна кар'єра
На початку своєї кар'єри виступав на батьківщині за місцеві клуби, зокрема, «Брідж Бойз».
Влітку 2011 переїхав до Європи, де рік провів в іспанському Атлетіко Мадрид С. Через рік Юсуф перебрався до австрійського «Ред Буллу» але у складі останніх відіграв лише одну гру, а більшість часу на правах оренди відіграв за «Пашинг». Більш успішним став виступ у складі «Блау-Вайс» (Лінц), де нігерієць відіграв два роки.
Влітку 2016 уклав дворічну угоду з словацьким клубом «Жиліна», останній рік контракту Отубанйо провів на правах оренди в складі австрійського «Альтаху».
Відігравши сезон у складі ЛАСК (Лінц) 23 січня 2000 року Юсуф уклав угоду з вірменським клубом «Арарат-Вірменія». 4 червня 2022 року «Арарат-Вірменія» оголосив, що контракт Отубанджо закінчився і він покине клуб.
11 червня 2022 Юсуф перейшов до іншого вірменського клубу «Пюнік».

## Виступ на рівні збірних
Відіграв два матчі за юнацьку збірну Нігерії U-17.

## Досягнення
«Жиліна»
- Словацька Суперліга (1): 2016–17[6]

«Арарат-Вірменія»
- Прем'єр-ліга (1): 2019–20[6]

«Пюнік»
- Прем'єр-ліга (1): 2023–24

Індивідуальні
- Найкращий бомбардир чемпіонату Вірменії: 2020–21,[6] 2022–23[7]